# أم الحيايا (الرقة)
أم الحيايا قرية سورية تتبع ناحية سلوك في منطقة تل أبيض في محافظة الرقة. بلغ عدد سكانها 401 نسمة في عام 2004 حسب إحصاء المكتب المركزي للإحصاء.